# Artysta wojenny

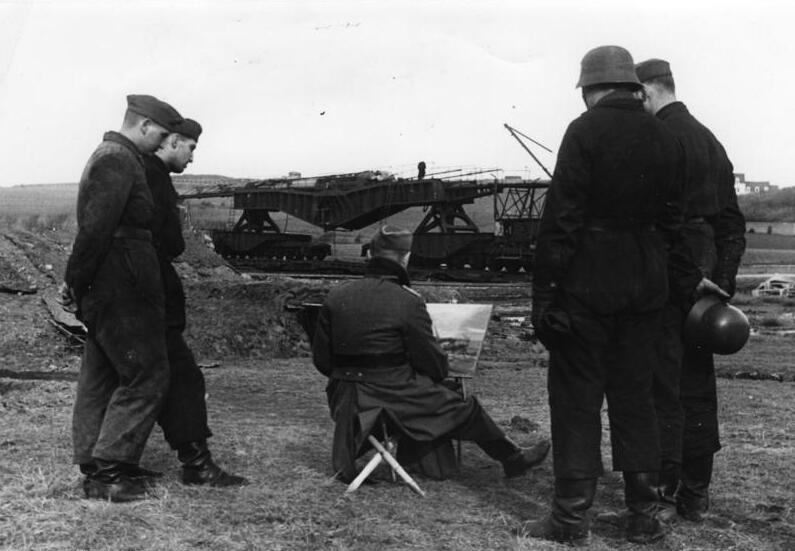
Artysta wojenny malujący niemieckie działo kolejowe 21 cm Kanone 12 (Eisenbahn)

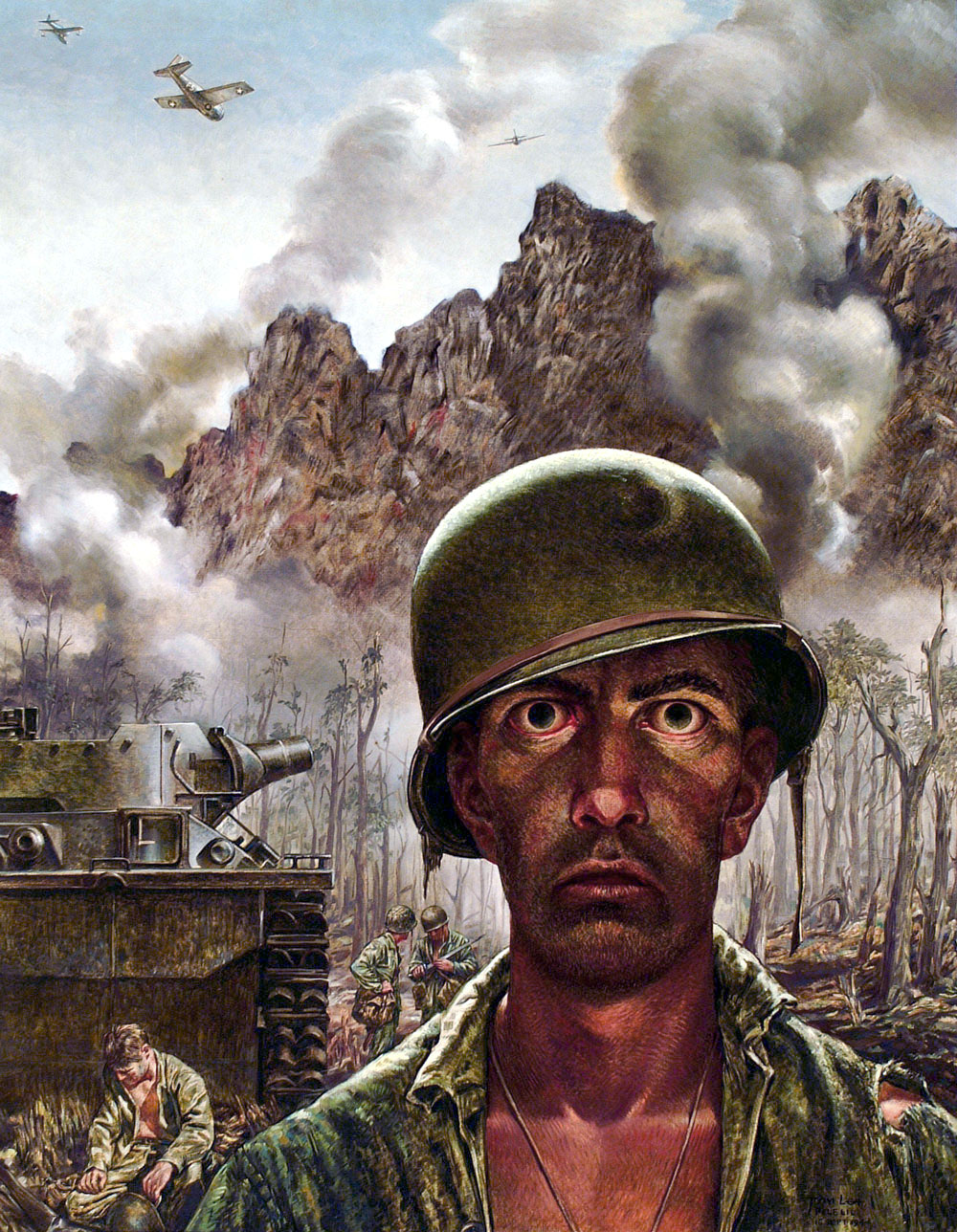
Thousand-yard stare na obrazie amerykańskiego artysty wojennego Thomasa C. Lea III (1944)

Artysta wojenny – artysta, który na zlecenie rządu lub na własny rachunek dokumentuje swoje doświadczenia wojenne w formie ilustracyjnego zapisu, zgłębiając wizualny i zmysłowy wymiar wojny, którego często nie ma w historiach pisanych lub w innych narracjach wojennych.
Artysta wojenny może być zaangażowany jako widz scen bitewnych, część personelu wojskowego, który odpowiada na silne wewnętrzne pragnienie przedstawienia bezpośredniego doświadczenia wojny, lub osoba oficjalnie upoważniona do obecności i relacjonowania działań wojennych. Artysta wojenny tworzy wizualną relację z wojny, ukazując, jak mężczyźni i kobiety przygotowują się, walczą, cierpią, cieszą się lub są zabijani, jak na obrazie Apoteoza wojny autorstwa rosyjskiego malarza Wasilija Wierieszczagina.
Prace stworzone przez artystów wojennych ilustrują i dokumentują wiele aspektów wojny i jednostkowych doświadczeń wojennych, czy to sojuszniczych czy wrogich, wojskowych, cywilnych, politycznych, społecznych lub kulturowych. Artyści rejestrują działania militarne w sposób, którego nie potrafią a priori kamery i słowa pisane, a ich sztuka gromadzi doświadczenia kobiet i mężczyzn, którzy je przeżyli. Artyści i ich dzieła wpływają na to, jak kolejne pokolenia postrzegają konflikt zbrojny. Na przykład artyści wojenni dorastający w okresie międzywojennym byli pod wpływem dzieł sztuki przedstawiających I wojnę światową, ustanawiając w ten sposób precedens i format do naśladowania.
Oficjalny artysta wojenny jest powoływany przez rząd w celach informacyjnych lub propagandowych oraz do rejestrowania wydarzeń na polu bitwy, ale istnieje wiele innych rodzajów takiego artysty. Może to być artysta uczestniczący w walce, który zdecydował się opisać swoje doświadczenia, niewalczący świadek wojny oraz jeńcy wojenni, którzy mogą dobrowolnie być świadkami walk lub zostać mianowani artystami wojennymi przez oficerów.